# Namo
Namo hay Na Mo là một muang (huyện, mường) thuộc tỉnh Oudomxay ở tây bắc  Lào .